# Newsweed
Newsweed est un magazine web français consacré à l'actualité légale et mondiale du cannabis. Fondé en 2015 par Aurélien Bernard,,.

## Ligne éditoriale
Newsweed respecte une ligne éditoriale neutre[réf. nécessaire] : le magazine ne milite ni pour la légalisation du cannabis en France, ni pour l'usage du cannabis. Il couvre l'actualité du cannabis dans le monde, les recherches scientifiques et thérapeutiques et les actualités du divertissement (films, séries, célébrités…) à travers des articles, des reportages ou des journaux télévisés sur YouTube.

## Activités annexes
Outre ses activités médias, Newsweed organise les Weediners, des dîners infusés au CBD et aux terpènes réunissant des influenceurs français.
Depuis 2017, Newsweed participe à la Marche Mondiale du Cannabis à Paris avec un bus à étage et la participation de rappeurs et DJ comme Biffty, DJ Weedim ou Bamao Yendé.
Le magazine a aussi conclu un partenariat avec Weedmaps.[réf. nécessaire][Lequel ?]
Il est membre du Syndicat de la presse indépendante d'information en ligne.